# Carolyn Murphy
Carolyn Murphy (Fort Walton Beach, 11 agosto 1974) è una supermodella statunitense.

## Biografia
Notata all'età di 17 anni, da Mary Lou Nash, proprietaria dell'agenzia di moda Mary Lou's Models, Carolyn Murphy comincia ad apparire su riviste in Florida ed Alabama. Dopo il diploma, Carolyn si trasferisce a Milano. In seguito ad una errata tintura, la modella è costretta a tagliarsi i capelli cortissimi. Grazie al nuovo taglio, appare su Harper's Bazaar e Vogue e viene persino nominata come "modella dell'anno" ai Fashion Awards del 1998.
Nel 1999 conquista la copertina di Vogue. Nel 2002 recita nel film Liberty Heights e diventa la testimonial di Estée Lauder Companies, a cui seguono le campagne per Anne Klein, Lord & Taylor, 7 for all Mankind e Tiffany & Co.. Nello stesso anno posa per il calendario di Playboy e nel 2005 compare sulla copertina di Sports Illustrated.
Nel luglio 2007, con un guadagno stimato di circa cinque milioni di dollari annui, Forbes la piazza al quinto posto fra le supermodelle di maggior successo al mondo. Nello stesso anno posa per la rivista Town & Country in un tributo fotografico all'attrice Grace Kelly.
Nel 2009 Forbes la nomina decima modella più pagata al mondo e unica statunitense in top ten.

## Vita privata
Carolyn Murphy è stata sposata dal 1999 al 2002 con Jake Schroeder, con il quale ha avuto la figlia Dylan Blue, nata nel 2000. La modella è stata sentimentalmente legata anche al collega Mark Vanderloo e a Brandon Boyd, frontman degli Incubus.

## Agenzie
- IMG Models - New York
- Dominique Models
- Riccardo Gay Model Management